# Ян Хенрик Домбровски
Ян Хѐнрик Домбро̀вски (на полски: Jan Henryk Dąbrowski; на немски: Johann Heinrich Dąbrowski; на френски: Jean Henri Dombrowski; роден на 29 август, 1755 г. в Пежхов, починал на 6 юни 1818 г. в Винна Гора) е полски генерал, дълбоко уважаван след смъртта си, заради патриотическата му нагласа и често е описван като национален герой.
Първоначално Домбровски служи в Саксонската армия , присъединява се към армията на Полско-литовската държава през 1792 г. Повишен е в чин генерал по време на Косцюшкото въстание през 1794 г. След третото разделение на Полша, което слага край на съществуването ѝ като независима държава, той участва активно в популяризирането на идеята за движение за полската независимост. Той е основателят на полските легиони в Италия, служи на Наполеон от 1797 година и като генерал на италианска и френска служба допринася за краткото възстановяване на Полша по време на Великополското въстание през 1806 г. Участва в наполеоновите войни, Полско-австрийската война и Френското нашествие в Русия през 1813 година. След поражението на Наполеон, приема сенаторска длъжност Конгресна Полша.
В припева на полския национален химн „Полша още не е загинала“ (наричан популярно Мазурката на Домбровски), написан и изпят за пръв път от полски легионери, се споменава името на Домбровски. 

## Биография

### В Саксония и Полша
Домбровски е роден на 29 август 1755 г. в Пежхов, в семейството на Зофия Мария Домбровска (с моминско име фон Летов) и Ян Михал Домбровски.  Израства в Хойерсверда, Курфюрство Саксония, където баща му служи като генерал в Саксонската армия. Въпреки че семейството му е от полски произход , той израства сред немска култура в Саксония и се подписвал като Ян Хайнрих Домбровски. Бил се е в Картофената война (1778 – 1789), по време на която почива баща му. Малко по-късно се жени за Густава Ракел. Живее в Дрезден и става ротмистър през 1789 г. Служи като генерал-адютант на крал Фридрих Август I от 1788 до 1791 година. 
На 28 юни 1792 той се присъединява към Полско-литовската армия с чин на подполковник, а на 14 юли е повишен и до ранга вицебригадир. Присъединява се и в Полско-руската война, но не се сражава. Незапознат с тънкостите на полската политика, както много от поддръжниците на Понятовски, се присъединява към Тарговицката конфедерация през късната 1792 година.
Домбровски взема активно участие във въстанието за освобождението на Варшава.

### В служба на Наполеон
След неуспехът на въстанието, Домбровски остава в разделена Полша за известно време, опитвайки се да убеди пруските власти, че имат нужда от Полша като съюзник срещу Австрия и Русия.  Не постига успех и, с Третото разделяне на Полша между Австрия, Прусия и Русия, Полша окончателно се заличава от картата на Европа. Следващото решение на Домбровски било да убеди Френската република, че трябва да подкрепя Полша и сформирането на полска войска. Тук той постига успех и е запомнен в историята на Полша като организаторът на Полските легиони в Италия по времето на наполеонските войни. Това събитие дава надежда на съвременните поляци. Заема се с работата си през 1796, когато се връща от Париж, малко след което среща Наполеон Бонапарт в Милано. На 7 януари 1797 е упълномощен от Цизалпийската република да създаде полски легиони, които ще са част от армията на новосъздадената Ломбардска република.
През април Домбровски лобира за план да навлезе в полските територии в Галиция, но е блокиран от Наполеон, който решава да използва тези войски на италианския фронт.  Полските войници на Домбровски се бият на страната на Наполеон от 1797 до началото на 1803 година. Като командир на своя легион, играе важна роля във войната в Италия, навлиза в Рим през май 1798 и се отличава значително в битката при Требия на 9 юни 1799 година, където е ранен.
Легионите на Домбровски така и не достигат до Полша, за да я освободят, както си той си мечтае. Наполеон обаче забелязва нарастващото недоволство на войниците си и техните командири. Те са особено разочаровани от мирния договор между Франция и Русия, подписан в подписан в Люневил на 9 февруари 1801, което попарило надеждите на поляците, че Бонапарт ще освободи Полша. Разочаровани от Наполеон след Люневилския договор, много легионери подали оставката си, а други изчезнали, когато легионите са пратени да потушат Хаитската революция през 1803; по това време Домбровски вече не е командир на легионите.
Домбровски прекарва първите няколко години на новия век като генерал в Италианската република. През 1804 г. получава Орден на почетния легион, а на следващата – Орденът на Желязната корона. Заедно с Юзеф Вибицки е призован отново от Наполеон през есента на 1806 година и е натоварен със задачата да свика отново полската войска, с която Наполеон иска да си възвърне Великополша и Прусия. Последвалият конфликт е познат като Великополското въстание, където главен ръководител е бил именно Домбровски.
През 1807 г. се създава Варшавското херцогство, което най-вече играело ролята на „сателит“ на Бонапартска Франция. Домбровски остава дълбоко разочарован от Наполеон, който му предлага парични награди, но не и сериозни или военни позиции. Скоро след това той тръгва да защитава Полша от австрийско нашествие под командването на принц Юзеф Понятовски. Присъединява се към армията на Варшавското херцогство след битката при Рашин. През ноември 1812 г., при гибелната Березинска битка, Домбровски е ранен и неговото ръководство и тактика са подлагани на критика.

### Последни години
Домбровски винаги е свързвал независима Полша с полската армия и предлага услугите си на новата власт, която обещава да организира такава формация – Русия. Той е един от доверените генерали на Александър I. През 1815 г. получава титлите кавалер и сенатор-войвода на новото Полско царство. Награден е с ордена на Белия орел на 9 декември същата година. Скоро след това се оттегля от политиката. Пенсионира се и отива в резиденцията си във Винна гора в Прусия, където умира на 6 юни 1818 година от комбинация от пневмония и гангрена. Погребан е в църквата във Винна гора.